# Sean Johnson
Sean Johnson, né le 31 mai 1989 à Lilburn en Géorgie, est un joueur international américain de soccer. Il évolue au poste de gardien de but au Toronto FC en MLS.

## Biographie

### Carrière en club
Sean Johnson fréquente la University of Central Florida et évolue avec son équipe de soccer, les Knights, en NCAA. Il quitte précocement l'université en signant un contrat Génération Adidas en 2010. Il est alors repêché à la 51e de la MLS SuperDraft 2010 par le Fire de Chicago. Il réalise un essai d'une semaine à Everton début décembre 2011.
Après sept saisons à Chicago où il participe à près de 200 rencontres, il est échangé à Atlanta United en échange d'un montant d'allocation monétaire général, le 11 décembre 2016, avant d'être de nouveau échangé au New York City FC dans la même matinée contre un montant d'allocation monétaire général et ciblé. Le 15 novembre 2022, au terme de la saison, le New York City FC annonce que son contrat n'est pas renouvelé.
Libre de tout contrat, il s'engage en faveur du Toronto FC le 27 janvier 2023.

### Carrière internationale
Il débute en sélection senior avec sélection américaine en rentrant pour la seconde mi-temps d'un match amical face au Chili le 22 janvier 2011.
Le 1er juillet 2021, il est retenu dans la liste des vingt-trois joueurs américains sélectionnés par Gregg Berhalter pour disputer la Gold Cup 2021.
Le 9 novembre 2022, il est sélectionné par Gregg Berhalter pour participer à la Coupe du monde 2022.

## Palmarès
| États-Unis (3)                                                   | New York City FC (1)             | Fire de Chicago (0)                         |
| ---------------------------------------------------------------- | -------------------------------- | ------------------------------------------- |
| - Gold Cup : - Vainqueur : 2013, 2017 et 2021 - Finaliste : 2019 | - Coupe MLS : - Vainqueur : 2021 | - Coupe des États-Unis : - Finaliste : 2011 |

## Statistiques
| Saison                | Club                  | Championnat           | Championnat | Championnat | Coupe(s) nationale(s) | Coupe(s) nationale(s) | Compétition(s) continentale(s) | Compétition(s) continentale(s) | Compétition(s) continentale(s) | Séries | Séries | États-Unis | États-Unis | Total | Total |
| Saison                | Club                  | Division              | M.          | B.          | M.                    | B.                    | Comp.                          | M.                             | B.                             | M.     | B.     | M.         | B.         | M.    | B.    |
| 2010                  | Fire de Chicago       | MLS                   | 13          | 0           | 1                     | 0                     | SL                             | 2                              | 0                              | -      | -      | 1          | 0          | 17    | 0     |
| 2011                  | Fire de Chicago       | MLS                   | 28          | 0           | 6                     | 0                     | -                              | -                              | -                              | -      | -      | 1          | 0          | 35    | 0     |
| 2012                  | Fire de Chicago       | MLS                   | 31          | 0           | 0                     | 0                     | -                              | -                              | -                              | 1      | 0      | 1          | 0          | 33    | 0     |
| 2013                  | Fire de Chicago       | MLS                   | 28          | 0           | 3                     | 0                     | -                              | -                              | -                              | -      | -      | 1          | 0          | 32    | 0     |
| 2014                  | Fire de Chicago       | MLS                   | 33          | 0           | 4                     | 0                     | -                              | -                              | -                              | -      | -      | -          | -          | 37    | 0     |
| 2015                  | Fire de Chicago       | MLS                   | 23          | 0           | 3                     | 0                     | -                              | -                              | -                              | -      | -      | 2          | 0          | 28    | 0     |
| 2016                  | Fire de Chicago       | MLS                   | 22          | 0           | 0                     | 0                     | -                              | -                              | -                              | -      | -      | -          | -          | 22    | 0     |
| Sous-total            | Sous-total            | Sous-total            | 178         | 0           | 17                    | 0                     | -                              | 2                              | 0                              | 1      | 0      | 6          | 0          | 204   | 0     |
| 2017                  | New York City FC      | MLS                   | 32          | 0           | 1                     | 0                     | -                              | -                              | -                              | 2      | 0      | -          | -          | 35    | 0     |
| 2018                  | New York City FC      | MLS                   | 32          | 0           | 0                     | 0                     | -                              | -                              | -                              | 3      | 0      | -          | -          | 35    | 0     |
| 2019                  | New York City FC      | MLS                   | 29          | 0           | 0                     | 0                     | -                              | -                              | -                              | 1      | 0      | 3          | 0          | 33    | 0     |
| 2020                  | New York City FC      | MLS                   | 25          | 0           | -                     | -                     | LCC                            | 3                              | 0                              | 1      | 0      | 1          | 0          | 30    | 0     |
| 2021                  | New York City FC      | MLS                   | 29          | 0           | -                     | -                     | LCup                           | 1                              | 0                              | 4      | 0      | -          | -          | 34    | 0     |
| 2022                  | New York City FC      | MLS                   | 34          | 0           | 0                     | 0                     | LCC                            | 6                              | 0                              | 3      | 0      | 2          | 0          | 45    | 0     |
| Sous-total            | Sous-total            | Sous-total            | 181         | 0           | 1                     | 0                     | -                              | 10                             | 0                              | 14     | 0      | 4          | 0          | 210   | 0     |
| 2023                  | Toronto FC            | MLS                   | 19          | 0           | 0                     | 0                     | LCup                           | 0                              | 0                              | -      | -      | 1          | 0          | 20    | 0     |
| Total sur la carrière | Total sur la carrière | Total sur la carrière | 378         | 0           | 18                    | 0                     | -                              | 12                             | 0                              | 15     | 0      | 13         | 0          | 436   | 0     |